# (4607) Seilandfarm
(4607) Seilandfarm es un asteroide perteneciente al cinturón de asteroides, descubierto el 25 de noviembre de 1987 por Kin Endate y el también astrónomo Kazuro Watanabe desde el Observatorio de Kitami, Hokkaidō, Japón.

## Designación y nombre
Designado provisionalmente como 1987 WR. Fue nombrado Seilandfarmen homenaje a la granja “Seilafarm” en la que se estableció “Akio Seino” en el año 1942, está situada a unos 10 km de Kitami, abarca una superficie de unas 50 hectáreas de terreno montañoso.

## Características orbitales
Seilandfarm está situado a una distancia media del Sol de 2,263 ua, pudiendo alejarse hasta 2,308 ua y acercarse hasta 2,219 ua. Su excentricidad es 0,019 y la inclinación orbital 2,252 grados. Emplea 1244 días en completar una órbita alrededor del Sol.

## Características físicas
La magnitud absoluta de Seilandfarm es 13,1. Tiene 7,482 km de diámetro y su albedo se estima en 0,178. Está asignado al tipo espectral L según la clasificación SMASSII.